# Hedwig von Cramm

Wapen von Cramm

Hedwig von Cramm (Oelber am weißen Wege, 20 oktober 1819 - Wiesbaden, 31 mei 1891) was een dochter van Philip Lebrecht von Cramm en Philippine von Griesheim.
Zij trouwde op 24 juni 1839 in Oelber am weißen Wege met Wolf Friedrich von Sierstorpff-Cramm (Rhode, 13 augustus 1812 - Baden-Baden, 31 augustus 1879). Hij was een zoon van Friedrich von Cramm (1786-1815) en Charlotte von Uetterodt (1786-1858). Het geslacht von Cramm behoort tot de Duitse Uradel.
Uit haar huwelijk zijn de volgende kinderen geboren:
- Aschwin Thedel Adelbert Freiherr von Sierstorpff-Cramm (Löhndorf, 29 maart 1846 - Reckenwalde, 14 oktober 1909)

## Trivia
De Nederlandse koning Willem-Alexander van Oranje Nassau is een afstammeling van het paar, Hedwig von Cramm is namelijk de betovergrootmoeder van zijn moeder, prinses Beatrix.